# Medal Wietnamu
Medal Wietnamu (ang. Vietnam Medal) – australijskie i nowozelandzkie odznaczenie wojskowe i cywilne.

## Historia
W dniu 8 czerwca 1968 roku rząd australijski ustanowił zgodnie z nakazem królewskim (ang. royal warrant – królewski nakaz) królowej Elżbiety II medal dla wyróżnienia żołnierzy i pracowników organizacji humanitarnych uczestniczących w działaniach na terenie Wietnamu w okresie wojny wietnamskiej. Identyczne królewski nakaz otrzymał rząd Nowej Zelandii.

## Zasady nadawania
Odznaczenie zgodnie z dekretem królewskim z dnia 8 czerwca 1968 roku było nadawane osobom, które w okresie od 29 maja 1964 roku do 27 stycznia 1973 roku brały udział w działaniach wojskowych oraz organizacji humanitarnych na terenie Wietnamu.
Osoby odznaczone musiały spełnić następujące warunki:
- pełnienie służby przez 28 osiem dni, na statkach lub okrętach biorących udział w operacjach na wodach śródlądowych lub u wybrzeży Wietnamu, okres służby mógł być ciągły lub też być w kilku okresach;
- pełnienie służby trwającej jeden dzień lub dłużej w jednostkach lub formacji na lądzie w Wietnamie;
- wykonanie jednego lotu operacyjnego nad Wietnamem lub wodami wietnamskimi przez załogę wchodzącą w skład jednostki przeznaczonej do bezpośredniego wsparcia operacji w Wietnamie;
- pełnienie służby trwającej 30 dni, w sposób ciągły lub łącznie, w przypadku oficjalnych wizyt, inspekcji lub innych działań o charakterze tymczasowym na pełniących służbę na okrętach wietnamskich lub jednostkach uczestniczących w działaniach u wybrzeży Wietnamu lub na statkach lub jednostkach pływających;
- akredytowani członkowie organizacji humanitarnych, jeśli mają co najmniej jeden dzień służby w siłach biorących udział w operacjach w Wietnamie od 29 maja 1964 r.

Identyczne warunki dla otrzymania tego medalu musieli spełnić także żołnierze i obywatele Nowej Zelandii.

## Opis odznaki
Odznaką medalu jest krążek wykonany ze nowego srebra.
Na awersie znajduje się profil Elżbiety II w koronie, wokół jest napis w języku łacińskim ELIZABETH II DEI GRATIA REGINA F.D. (pol. ELŻBIETA II Z BOŻEJ ŁASKI KRÓLOWA OBROŃCZYNI WIARY).
Na rewersie w środku znajduje się postać mężczyzny pomiędzy dwoma kulami, jak symbol walki dwóch systemów. W górnej części napis VIETNAM (pol. Wietnam).
Odznaczenie zawieszone jest na wstążce orderowej o szer. 38 mm. Z lewej strony znajduje się pasek koloru ciemnoniebieskiego (kolor – a Marynarki Wojennej), z prawej koloru jasnoniebieski (kolor – Sił Powietrznych) oba o szer. 6,25 mm. Obok tych pasków od wewnątrz znajdują się paski koloru czerwonego (kolor – Sił Lądowych) o szer. 3,12 mm. W środku wstążki znajduje się pasek koloru żółtego z trzema wąskimi paskami koloru jasnoczerwonego (barwy flagi Republiki Wietnamu).
Na wstążce mogło być umieszczone okucie w postaci liścia palmy, gdy osoba odznaczona została wyróżniona w rozkazie swojej jednostki z indywidualny czyn.